# Victor Baravalle
Victor Baravalle (* 2. November 1885 in Italien; † 11. März 1939 in Brentwood, Kalifornien) war ein italienisch-amerikanischer Dirigent und Filmkomponist.

## Leben
Baravalle war ab 1918 als Dirigent und Komponist am Broadway tätig. In seinem letzten Lebensjahrzehnt wandte er sich der Arbeit in Hollywood zu und war als Komponist sowie Musikdirektor an 19 Filmproduktionen beteiligt. Baravalle war dabei im Dienst von RKO Pictures tätig.
Bei der Oscarverleihung 1939 erhielt er für seine Arbeit an Sorgenfrei durch Dr. Flagg – Carefree eine Oscar-Nominierung in der Kategorie Beste Filmmusik.

## Filmografie (Auswahl)
- 1936: King of Burlesque
- 1938: Sorgenfrei durch Dr. Flagg – Carefree (Carefree)